# Дора, Жан
Жан Дора́, настоящее имя Жан Динеманди (фр. Jean Dorat, Jean Dinemandi, лат. Auratus; 3 апреля 1508, Лимож, Франция — 1 ноября 1588, Париж, Франция) — французский гуманист, поэт, участник объединения «Плеяда».

## Биография
Из старинного дворянского рода. Учился в Лиможе и Париже, отличался исключительной памятью; преподавал в Руане. В 1544 году получил должность наставника Жана Антуана де Баифа, одновременно воспитывал юного Пьера де Ронсара. Затем возглавлял парижский Коллеж Кокре (1547—1567), где в числе его учеников, помимо Ронсара и Баифа, был Жоашен Дю Белле. В 1560 году назначен профессором греческого языка в Коллеже королевских лекторов (будущий Коллеж де Франс). До самой смерти носил титул придворного поэта — poeta regius. Учил греческому языку детей Генриха II. Организатор нескольких придворных празднеств при Карле IX и Генрихе III, составил описание одного из них в 1573 году.

### Членство в Плеяде
«Именно в качестве наставника, во многом определившего характер творчества будущих членов Плеяды, привившего им вкус к античным авторам, Дора в 1585 году был включён Ронсаром в состав группы — вместо умершего в 1582 Жака Пелетье».

## Творчество
Дора совершенно не заботился о публикации или хотя бы консервации собственных сочинений. Первым его сохранившимся стихотворением считается версифицированное послание печатнику Роберу Этьену (1538). В 1548 опубликовал перевод трагедии Эсхила «Прометей прикованный». В своих одах воспевал победы французской короны. В 1570 году, после тяжелой болезни, которая едва не стоила ему жизни, сочинил исполненную благочестия оду К Господу (Ad Dominem). Воинствующий католик, в одной из своих од Дора восславил Варфоломеевскую ночь и одобрил расправы с гугенотами; в полемическом запале Дора связывает целостность страны со строгим соблюдением всех католических догм. Стремился соединить гармонию стиха на античный лад с религиозными текстами (включая псалмы). «Восторженное преклонение перед античностью сочеталось у Дора с пренебрежением к национальным французским традициям». Написанная в 1575 году ода Дора, посвященная писателю и путешественнику Андре Теве, сочетает отсылки к Вергилию и Овидию с гимном человеческому прогрессу. В 1586 году его ученики собрали неполный сборник его сочинений на латыни, греческом и французском языках (Poemata). Поэзию Дора высоко ценил Мишель Монтень, причислявший его к крупнейшим поэтам своего времени, «искуснейшим знатокам своего дела».
Перу Дора принадлежит также ряд филологических комментариев, в том числе к поэзии Пиндара и Ликофрона, а также аллегорическая интерпретация двух песен «Одиссеи».

## Интересные факты
- По свидетельствам современников, Дора испытывал большой интерес к «Пророчествам» Нострадамуса и занимался их толкованием[6].
- В почтенном возрасте Дора женился на девятнадцатилетней девице, к вящему изумлению многих своих знакомцев; когда накануне свадьбы один из них выразил поэту своё недоумение, Дора лаконично ответил: «Завтра она станет женщиной» (по сведениям Квинтилиана, именно эти слова произнёс в ответ на аналогичный упрёк собравшийся жениться на молоденькой Публии Цицерон)[7].